# Grand Cay
Grand Cay District är ett distrikt i Bahamas. Det ligger på ön Grand Cay i den norra delen av landet, 260 km norr om huvudstaden Nassau. Ytterligare öar i distriktet är Seal Cay, Strangers Cay och Walker's Cay, den nordligaste ön i Bahamas.